# Stopy cyny
Stopy cyny – stopy, w których cyna jest głównym składnikiem stopowym. Najczęściej stosowanymi są stopy cyny z ołowiem, miedzią i antymonem.
Stopy cyny stosowane są jako spoiwa do lutowania. Ze względu na wysoką ciągliwość stopy cyny używane są do wytwarzania folii. Stopy cyny charakteryzują się dobrą lejnością. Używa się ich do wykonywania mało obciążonych odlewów, w tym odlewanych ciśnieniowo. 
Polska Norma PN-xx/H-87204 specyfikuje następujące stopy cyny:
stopy cyny do obróbki plastycznejC97 (SnSb2.5) i C83 (SnPb13Sb)
stop odlewniczyC70 (SnSb15Pb10Cu4)
stop spawalniczyC66 (SnSb37Pb10Cu6)